# コリレイ
コリレイ (Qoriley, Somali: Qoriley) はソマリランドのスール地域の町。

## 歴史
1997年、コリレイに住むBah Ararsame氏族と、Magaaleyに住むOmar Mohamoud氏族が、二つの町の間にある放牧適地にコンクリート製の貯水池建設を巡って対立したため、ソマリ救国民主戦線（後のプントランド政府）が主導で和平会議が行われた。
2007年5月から6月にかけて、エチオピア軍は、ワルデル地区（今のドーロ地区）郊外の村から住民を追放し、村を焼いた。村を出た人は、中心都市のワルデルや、Walwal、Danood、そしてソマリアのコリレイなどにも移住した。
2007年10月、Bah Ararsame氏族とOmar Mohamoud氏族の和解協定が成立。
2015年8月31日朝、コリレイで戦闘が発生。目撃者によると、プントランドのブルティンレからの武装集団だった。9月22日の戦闘では12人が死亡。9月末、プントランド副大統領が調停のためブルティンレを訪問。10月2日、ソマリランドの代表団が氏族間の闘争の調停のためコリレイを訪問。10月7日、チャツモ国政府も担当者を派遣。
2017年12月下旬、コリレイで氏族間の戦闘が発生。戦闘はコリレイと、エチオピアのガンブルカ・カガーレの間で行われた。戦闘は少なくとも12月19日と23日の2回発生し、少なくとも18人が死亡。争いとなったのは、マジェルテーン氏族のOmar- Mohamud支族とデュルバハンテ氏族のBaharsame支族。この地の領有権を主張するソマリランド、プントランド、チャツモの3国は、戦闘は自分たちの責任ではないと主張した。停戦は、それらの国の政府、地元長老、およびエチオピア警察の武力介入によって行われた。
2018年1月、ソマリランド情報長官は、ソマリア連邦政府軍がコリレイとトゥカラクを攻撃したと発表した。ソマリランド軍はこれを理由にして、プントランドの税関職員が常駐するトゥカラクの検問所を攻撃した。このトゥカラクの戦いにより、トゥカラクはソマリランドが実効支配することになった。
2019年10月、ソマリランド政府がコリレイにヘルスセンターを建設することになき、スール州知事、ラス・アノド市長が着工式に参加した。